# Alma Center
Alma Center és una població dels Estats Units a l'estat de Wisconsin. Segons el cens del 2000 tenia 446 habitants.

## Demografia
Segons el cens del 2000, Alma Center tenia 446 habitants, 191 habitatges, i 123 famílies. La densitat de població era de 170,5 habitants per km².
Dels 191 habitatges en un 27,2% hi vivien nens de menys de 18 anys, en un 53,9% hi vivien parelles casades, en un 7,3% dones solteres, i en un 35,6% no eren unitats familiars. En el 29,3% dels habitatges hi vivien persones soles el 19,4% de les quals corresponia a persones de 65 anys o més que vivien soles. El nombre mitjà de persones vivint en cada habitatge era de 2,34 i el nombre mitjà de persones que vivien en cada família era de 2,86.
Per edats la població es repartia de la següent manera: un 23,3% tenia menys de 18 anys, un 7,2% entre 18 i 24, un 28% entre 25 i 44, un 19,1% de 45 a 60 i un 22,4% 65 anys o més.
L'edat mediana era de 39 anys. Per cada 100 dones de 18 o més anys hi havia 91,1 homes.
La renda mediana per habitatge era de 27.404 $ i la renda mediana per família de 40.625 $. Els homes tenien una renda mediana de 31.364 $ mentre que les dones 17.250 $. La renda per capita de la població era de 16.142 $. Aproximadament el 4,6% de les famílies i el 9,8% de la població estaven per davall del llindar de pobresa.

## Poblacions més properes
El següent diagrama mostra les poblacions més properes.